# Pulemeț, Șațk
Pulemeț (în ucraineană Пулемець) este o comună în raionul Șațk, regiunea Volînia, Ucraina, formată numai din satul de reședință.

## Demografie
Componența lingvistică a satului Pulemeț
     Ucraineană (97,45%)
     Rusă (2,4%)
     Alte limbi (0,15%)
Conform recensământului din 2001, majoritatea populației satului Pulemeț era vorbitoare de ucraineană (97,45%), existând în minoritate și vorbitori de rusă (2,4%).